# Palmira, regina di Persia
Palmira, regina di Persia è un'opera in due atti di Antonio Salieri su libretto di Giovanni de Gamerra. La prima rappresentazione ebbe luogo al Kärntnertortheater di Vienna il 14 ottobre 1795. Palmira ebbe 39 rappresentazioni a Vienna fino al 1798, e all'inizio del XIX secolo ci furono allestimenti in Germania, in traduzione tedesca. Palmira fu l'opera di maggior successo tra quelle della tarda produzione di Salieri.
Tra i brani significativi, il duetto O del cor speme gradita, in cui Alcidoro e Palmira si esprimono il loro reciproco amore, e Silenzio facciasi, quartetto a cappella del secondo atto per i personaggi maschili.

## Interpreti della prima rappresentazione
| Personaggio    | Interprete        |
| -------------- | ----------------- |
| Dario          | Johann Vogel      |
| Palmira        | Marianna Sessi    |
| Alcidoro       | Domenico Mombelli |
| Oronte         | Ignaz Saal        |
| Alderano       | Carlo Angrisani   |
| Rosmino        | Gaetano Lotti     |
| Gran sacerdote | Felice Angrisani  |

## Trama
La vicenda è ambientata nell'antica Persia.
Giungono tre re, Alderano, Oronte e Alcidoro, cavalcando un cammello, un elefante e un cavallo. Gareggiano tra loro per l'onore di uccidere un mostro e per conquistare la mano della principessa Palmira. Il vincitore sarà Alcidoro, il più valoroso, di cui Palmira era già segretamente innamorata.

## Discografia
- Due brani sono contenuti in The Salieri Album (Cecilia Bartoli con l'Orchestra of the Age of Enlightenment diretta da Ádám Fischer, Decca 475 100-2)
  - Lungi da me sen vada quella veste fatal... Dunque anche il cielo... Contro un'alma sventurata (Atto I)
  - Voi lusingate invano lo smarito cor mio... Misera abbandonata (Atto II)